# FC-AL
| Sigles de 2 caractères   |
| Sigles de 3 caractères   |
| ► Sigles de 4 caractères |
| Sigles de 5 caractères   |
| Sigles de 6 caractères   |
| Sigles de 7 caractères   |
| Sigles de 8 caractères   |

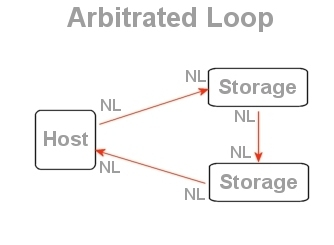
Exemple de FC-AL.

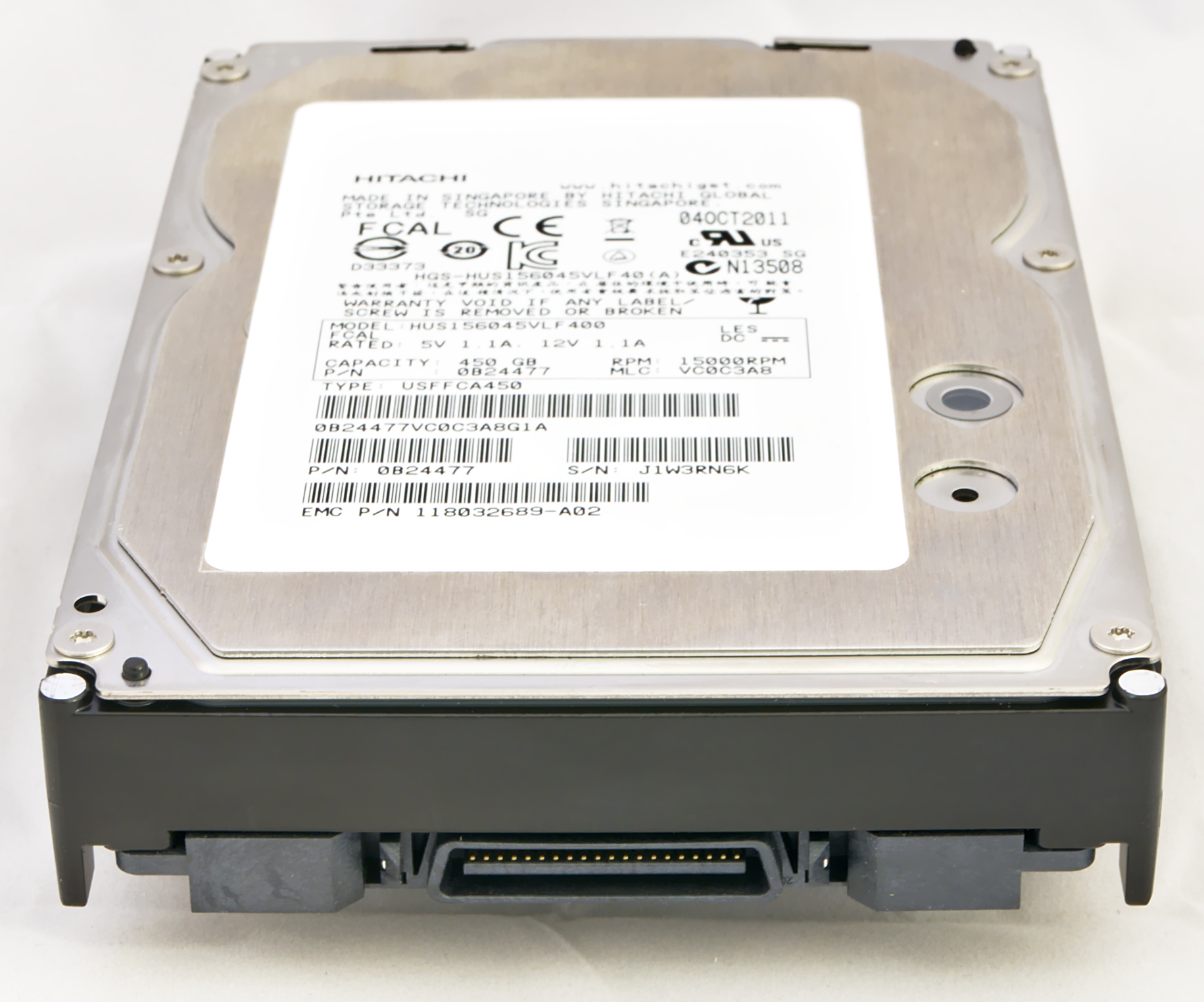
Disque FC-AL avec un connecteur SCA-2.

L'interface FC-AL (Fibre Channel - Arbitrated Loop, en anglais) est un protocole de communication en point à point. FC-AL s'appuie le plus souvent sur un support fibre optique mais supporte néanmoins des câblages en cuivre beaucoup moins onéreux. Le FC-AL peut être utilisé dans des architectures SAN offrant de hauts niveaux de performance pour les systèmes de stockage en informatique.
Les débits peuvent atteindre 400 Mo/s, ce qui est utile dans les applications utilisant beaucoup de bande passante, telles que la vidéo. On peut aussi se servir de FC-AL dans des solutions RAID ou dans des connexions réseau local ou WAN.
FC-AL permet de supporter plusieurs protocoles en même temps sur une même installation. On peut donc imaginer une installation FC-AL gérer des périphériques SCSI tout en utilisant TCP/IP.

## Protocoles supportés
FC-AL supporte les applications et protocoles suivants : 
- ATM (vidéo, WAN)
- HIPPI (interconnexion)
- IP (Réseau local) on parle alors de FCIP (ou iFCP)
- SCSI-3 (Disques, bandes...)

FC-AL supporte les topologies en bus, en anneau et en arbre. Un anneau peut avoir 16 nœuds.
Le FC-AL a ses défauts. La notion de boucle arbitrée (AL) impose qu'un seul périphérique à la fois peut être actif. Une cassure dans la boucle entraine l'inactivité du système. C'est pourquoi parfois on double la boucle.